# Magieure
La Magieure [Latin Magneria] est une rivière française qui coule dans le Bourbonnais, actuel département de l'Allier, en région Auvergne-Rhône-Alpes. C'est un affluent du Cher en rive gauche, donc un sous-affluent de la Loire par le Cher.

## Géographie
Le bassin de la Magieure est situé dans le Bocage bourbonnais. La rivière prend sa source sur le territoire de la commune de Treignat, dans la région située à l'extrême ouest du département de l'Allier. Elle forme peu après sa naissance l'étang d'Herculat, riche en carpes. Elle adopte rapidement la direction du nord-est, orientation qu'elle maintiendra tout au long de son parcours. Elle contourne par l'ouest l'agglomération de Montluçon, et peu après, conflue avec le Cher en rive gauche, sur le territoire de la commune de Vaux, à peu de distance en aval (au nord) de Montluçon.

## Communes traversées
La Magieure traverse d'amont en aval, les communes suivantes :
- Département de l'Allier : Treignat, Archignat, Huriel, Domérat et Vaux.

## Hydrologie
La Magieure est une rivière très irrégulière, à l'instar de ses voisines de la région. Son débit a été observé sur 9 ans (durant la période 1997-2008), à Vaux, localité du département de l'Allier située au niveau de son confluent avec le Cher. La surface ainsi prise en compte est de 194 km2, soit la totalité du bassin versant de la rivière.
Le module de la rivière à Vaux est de 1,00 m3/s.
La Magieure présente des fluctuations saisonnières de débit fort marquées, comme très souvent dans le bocage bourbonnais. Les hautes eaux se déroulent en hiver et se caractérisent par des débits mensuels moyens allant de 1,60 à 2,27 m3/s, de janvier à avril inclus (avec un maximum en mars). À partir du mois de mai, le débit baisse rapidement, ce qui mène aux basses eaux d'été qui ont lieu de juillet à début novembre, entraînant une baisse du débit mensuel moyen jusqu'au plancher de 0,090 m3/s au mois d'août (90 litres par seconde). Mais ces moyennes mensuelles cachent des fluctuations encore plus prononcées sur de courtes périodes ou selon les années. Ainsi la rivière tombe fréquemment à sec.
Les crues de la Magieure peuvent être très importantes, compte tenu de la relative exiguïté du bassin versant. La série des QIX n'a pas été calculée, étant donné la durée d'observation insuffisante.
Le débit instantané maximal enregistré à Vaux a été de 48,8 m3/s le 2 mars 2007, tandis que la valeur journalière maximale était de 31,6 m3/s le même jour.
La Magieure est une rivière peu abondante. La lame d'eau écoulée dans son bassin versant est de 162 millimètres annuellement, ce qui est nettement inférieur à la moyenne d'ensemble de la France (320 millimètres), et aussi à la moyenne du bassin de la Loire (plus ou moins 245 millimètres). Le débit spécifique (ou Qsp) atteint 5,15 litres par seconde et par kilomètre carré de bassin.

## Étang d'Herculat
L'étang d'Herculat est formé par la Magieure, peu après sa naissance, sur le territoire de la commune de Treignat.
Il a une superficie de 18 hectares, une longueur de 950 mètres, une largeur de 300 mètres, et une profondeur moyenne d'un mètre. Le volume d'eau est de 180 000 mètres cubes.

## Patrimoine - Curiosités
- Vaux : Pont-canal de Chantemerle, construit en 1809 sur le trajet du canal de Berry. Longueur de 27 mètres.
- Huriel : Église du XIe siècle, siège d'un ancien prieuré bénédictin. Donjon seigneurial  du XIIe siècle, connu sous le nom de « la Toque ». C'est un des rares donjons quadrangulaires de France.